# FC Ederbergland
Der FC Ederbergland ist ein Fußballverein der hessischen Stadt Battenberg (Eder) und der Nachbargemeinde Allendorf (Eder).

## Geschichte
Der Verein entstand im Frühjahr 1997 aus dem Zusammenschluss der Fußballabteilungen des TSV Battenberg (Absteiger aus der Oberliga Hessen) und des SV 1924 Allendorf (Landesligist). Gleich im ersten Jahr seines Bestehens gewann der Verein die Meisterschaft der Landesliga und stieg in die Oberliga Hessen auf, die damals vierthöchste Spielklasse im Deutschen Ligasystem, in der er sich drei Jahre halten konnte. Nach dem Abstieg spielte der FC Ederbergland einige Jahre in der Verbandsliga Hessen, über die er in der Saison 2011/12 das Finale des Hessenpokals erreichen konnte, wo er schließlich den Kickers Offenbach unterlag. In der Saison 2012/13 wurde der FC Ederbergland Vizemeister der Verbandsliga Hessen-Mitte. Als Sieger der folgenden Relegationsrunde erreichte der Verein den Aufstieg in die Hessenliga. Nach zwei Spielzeiten in der Hessenliga stieg der Verein 2015 wieder in die Verbandsliga ab. In der Saison 2015/16 gelang unter Trainer Vladimir Kovacevic nach einem zweiten Platz in der Abschlusstabelle wiederum in der Relegationsrunde der direkte Wiederaufstieg in die Hessenliga. Im Jahre 2019 stieg der FC Ederbergland wieder ab.
Der FC Ederbergland trägt seine Heimspiele im ständigen Wechsel in Battenberg (Stadion Entenpark) und Allendorf (Stadion Beetwiese) aus. Trikotsponsor des Vereins sind die Viessmann-Werke.

## Erfolge
- Supercup Waldeck-Frankenberg: 1997
- Meister der Landesliga Hessen Mitte: 1998
- Finalist des Hessenpokals: 2012

## Trivia
Der Vorgängerverein TSV Battenberg erreichte die dritte Hauptrunde des DFB-Pokals 1979/80.